# Salvador Dallaire
Salvador Dallaire est éditeur, scénariste et dessinateur québécois de bande dessinée, ainsi qu'illustrateur, né le 24 juillet 1965 à Bégin au Saguenay (Canada).
Il publie plusieurs scénarios pour des albums de bandes dessinées pour enfants sous le pseudonyme Salo.

## Biographie
Diplômé en graphisme du CEGEP de Rivière-du-Loup, Salvador Dallaire publie ses premières BD dans le magazine Sextant, périodique de bande dessinée québécoise créé par des étudiants en graphisme en 1986, sous la houlette de Louis Paradis. C'est là qu'il commence une longue collaboration avec le dessinateur Grazo, en scénarisant la série d'albums Rino et Ouistin sous le pseudonyme Salo. Il publie sous son vrai nom les BD qu'il scénarise et dessine lui-même.
Après l'arrêt de Sextant en 1989, il s'éloigne de la bande dessinée pour mieux y revenir en 1997 en créant le magazine Zine Zag, , sous titré « 100 % BD », qui se veut une nouvelle opportunité de publication intéressante pour les auteurs québécois. Ce trimestriel, lancé en novembre 1998, est exclusivement consacré à la publication et à la promotion de la bande dessinée québécoise, , .

### Bande dessinée
Albums
- Les aventures de Rino et Ouistin, tome 1 : Aventure sur Mars, 1992, à titre de scénariste sous le pseudonyme Salo (dessin de Grazo de son vrai nom Francis Pelletier), éditions Publika, Montréal ;
- Les aventures de Rino et Ouistin, tome 2 : Super Ouistin et autres aventures, 1999, à titre de scénariste sous le pseudonyme Salo (dessin de Grazo de son vrai nom Francis Pelletier), éditions Publika, Montréal ;
- Les aventures de Rino et Ouistin, tome 3 : Le Vampire du Sahara, 2001, à titre de scénariste sous le pseudonyme Salo (dessin de Grazo de son vrai nom Francis Pelletier), éditions Publika, Montréal ;
- Les aventures de Rino et Ouistin, tome 4 : Les Premières Aventures, 2003, à titre de scénariste sous le pseudonyme Salo (dessin de Grazo de son vrai nom Francis Pelletier), éditions Publika, Montréal ;
- Les aventures de Rino et Ouistin, tome 5 : Le Monstre de l'Empress, 2008, à titre de scénariste sous le pseudonyme Salo (dessin de Grazo de son vrai nom Francis Pelletier), éditions Publika, Montréal.

Périodiques
Magazines
- Sextant, revue québécoise de bande dessinée, 1986-1989 ;
- Zine Zag[3], 100 % BD, 1998-2004.